# Bitwa pod Kostangalią
Bitwa pod Kostangalią – bitwa powstania styczniowego stoczona 15 lipca 1863 roku pod Kostangalią w Zjednoczonych Księstwach Rumunii (dziś wieś Coștangalia w rejonie Cantemir w Mołdawii).

## Opis
Sprzyjające sprawie polskiej władze Imperium Osmańskiego zezwoliły na sformowanie i przemarsz przez swoje terytorium polskiego oddziału, któremu przewodził płk Zygmunt Miłkowski. Dowodził 213 uzbrojonymi ludźmi, którzy zebrali się w leżącej w Imperium Osmańskim Tulczy. Zamierzał na ich czele przejść przez terytorium Rumunii, by z Besarabii wkroczyć na Podole. Była to część większego planu, zmierzającego do wznowienia walk na Ukrainie. Częścią tego planu miała być niezrealizowana wyprawa morska na Odessę pod wodzą Menottiego Garibaldiego; gen. Józef Wysocki miał wkroczyć na Wołyń w rejonie Brodów, a gen. Edmund Różycki poprzez Zbrucz na Podole.
Książę Rumunii Aleksander Jan Cuza nie godząc się na przemarsz obcej siły zbrojnej przez terytorium swego państwa, wysłał za oddziałem Miłkowskiego grupę pościgową pod dowództwem płk Călinescu w sile 7 kompanii piechoty (1260 żołnierzy), wspomaganych przez 60 kawalerzystów. Polacy odrzucili nakaz złożenia broni i doszło do starcia.
Tak owo starcie opisuje Stanisław Zieliński w Bitwach i Potyczkach 1863-64 (Rapperswil 1913, s. 347):
Miłkowski (...) dał rozkaz majorowi Józefowi Jagminowi rozsypania tyralierów, którzy zająwszy całą dolinę w poprzek, natychmiast posunęli się naprzód; na prawem skrzydle porucznik Wojna zajął chałupy, na lewem obsadzono wierzby. Wozy pod przykryciem jazdy odesłano za ogród. Wkrótce po wystąpieniu tyralierów rozpoczął się ze strony wojska rumuńskiego gęsty ogień. Powstańcy z odwagą rzucili się naprzód. Jazda rumuńska posunąwszy się naprzód, nie doszła nawet do polskiej linii tyralierskiej i pierzchnęła. Jedna z kolumn piechoty mołdawskiej zawróciła na prawo, aby obejść stanowisko oddziału. Wtedy Miłkowski z kompanią Karola Brzozowskiego rzucił się na bagnety i cała kolumna uszła, a równocześnie Jagmin złamał środek wojska rumuńskiego. Nieład i zamieszanie uchodzących zakomunikowało się rezerwom i wszystko, prócz lewego skrzydła rumuńskiego, rzuciło się do ucieczki, porzucając broń, amunicyę i tornistry. Lewe tylko skrzydło śmiało podeszło ku łańcuchowi tyralierskiemu, lecz i ono przed celnym ogniem powstańców musiało uchodzić. (...) Wieczorem tegoż dnia zwrócił Miłkowski Kalinesce 60 sztuk zabranej broni rumuńskiej, Kalinesko zaś odstawił do Galaczu rannych powstańców, którymi się władze rumuńskie i ludność serdecznie zaopiekowały.
W bitwie zginęło sześciu Polaków: podporucznik Piotr Stankiewicz, podoficer Jan Krewniak, oraz szeregowi Leon Stancler, Paweł Piwowarski, Jan Jackowski i Mikołaj Swaryczewski. Rannych zostało dwudziestu pięciu powstańców, w tej liczbie 12 ciężko. Ranni zostali m.in. kapitan Karol Brzozowski i major Franciszek Zima
Po bitwie oddział przekroczył Prut, bez większych nadziei jednak na przedostanie się na Podole. Dalsza walka z Rumunami pozbawiona była sensu, toteż 17 lipca Polacy złożyli broń. Rumuni broń zatrzymali, ale umożliwili ochotnikom dalszą, indywidualną wędrówkę w stronę walczącej Polski lub, jak Miłkowskiemu, do Konstantynopola.

## Ordre de Bataille Pierwszego batalionu oddziału wschodniego Wojska Polskiego Narodowego w dniu 15 lipca 1863 r.
- Dowódca oddziału – mjr Józef Jagmin
- Szef sztabu – mjr Franciszek Zima
- Sztab batalionowy
  - Adiutant – ppor. Feliks Kozieradzki
  - Chorąży – por. Wojciech Koszanowski
  - Furier – ppor. Konstanty Jastrzembski
  - Lekarze – NN, NN
- Pierwsza kompania
  - Dowódca – kpt. August Cieszkowski
  - Porucznik – por. Antoni Sikorski
  - Podporucznik – ppor. Piotr Stankiewicz †, ppor. Edward Wojna
- Druga kompania
  - Dowódca – kpt. Władysław Towarnicki (nie uczestniczył w bitwie z powodu choroby)
  - Porucznik – por. Jan Jurkowski
  - Podporucznik – ppor. Konstanty Bednawski
- Trzecia kompania
  - Dowódca – por. Karol Brzozowski
  - Porucznik – por. Ignacy Golczewski
  - Podporucznik – ppor. Piotr Gąsowski, ppor. Rivailles de Rovoire
- Oddział jazdy
  - Dowódca – rotm. Jan Darowski
  - porucznik – por. Józef Czajkowski
- Oficerowie nadkompletowi
  - kpt. Ignacy Dębicki, kpt. Wojciech Achmetowicz, kpt. Albert Chevalier, kpt. Nepomucyn Lochman